# Лантана (фільм)
«Лантана» — австралійський фільм 2001 року.

## Сюжет
Фільм названий на ім'я одного з передмість Сіднея, яке в свою чергу отримало назву за однойменною рослиною. В цьому передмісті живуть дійові особи фільму: офіцер поліції Леон Цейт з дружиною Сонею, Джейн, яка тільки що, розлучилась, сімейна пара Валері і Джон. По ходу фільму їхні життя сплітаються в один клубок, хоча вони самі не тільки не підозрюють цього, але деякі навіть не знають про існування один одного.

## У ролях
| Актор           | Роль   |
| --------------- | ------ |
| Ентоні ЛаПалья  | Леон   |
| Джеффрі Раш     | Джон   |
| Барбара Херші   | Валері |
| Керрі Армстронг | Соня   |
| Рейчел Блейк    | Джейн  |
| Вінс Колосімо   | Нік    |